# Tichonice
Tichonice är en ort i Tjeckien.   Den ligger i regionen Mellersta Böhmen, i den centrala delen av landet, 50 km sydost om huvudstaden Prag. Tichonice ligger 400 meter över havet och antalet invånare är 200.
Terrängen runt Tichonice är platt. Runt Tichonice är det ganska tätbefolkat, med 58 invånare per kvadratkilometer. Närmaste större samhälle är Vlašim, 10,3 km sydväst om Tichonice. Omgivningarna runt Tichonice är en mosaik av jordbruksmark och naturlig växtlighet.